# Tetrastichus krishnieri
Tetrastichus krishnieri är en stekelart som först beskrevs av Mani 1941.  Tetrastichus krishnieri ingår i släktet Tetrastichus och familjen finglanssteklar. Inga underarter finns listade i Catalogue of Life.